# Elecciones parlamentarias de Irak de diciembre de 2005
Las elecciones parlamentarias de Irak de diciembre de 2005 se llevaron a cabo el 15 de diciembre, siendo las segundas elecciones democráticas y las primeras celebradas bajo la constitución ratificada ese mismo año, para escoger a los 275 diputados del Consejo de Representantes de Irak de la primera legislatura.
Las elecciones se realizaron bajo un sistema de lista electoral, en el que los votantes elegían a partir de listas de partidos y coaliciones. 230 escaños se reparten entre las 18 Gobernaciones de Irak en función del número de votantes registrados en cada uno tal y como se dio en las anteriores elecciones, incluyendo 59 escaños para la Gobernación de Bagdad. Un total de 45 asientos adicionales "compensatorios" fueron asignados a los partidos cuyo porcentaje total de votos nacionales (incluyendo fuera del país) excede el porcentaje de los 275 escaños totales que se les hayan asignado. Se requiere que el 25 % de los 275 escaños estén ocupados por mujeres.
Por el hecho de que la población suní dejara de boicotear la votación, la participación fue sumamente alta, estando cerca de alcanzar el 80 % del electorado. La Casa Blanca afirmó estar satisfecha por los relativamente bajos niveles de violencia durante el sondeo. Un grupo insurgente prometió que no perpetuaría ataques ese día para garantizar la limpieza de las elecciones, y llegó a ir tan lejos como para proteger a los votantes de otros grupos rebeldes. Sin embargo, pese a que el Presidente de los Estados Unidos, George W. Bush, aseguró que las elecciones confirmaban que el cambio democrático en Irak avanzaba, la realidad era que la inestabilidad postelectoral estuvo a punto de provocar una guerra civil, hasta que la situación se normalizó en 2007. El resultado esta elección se tradujo en un endeble gobierno de coalición dirigido por Nuri al Maliki.

## Resultados
| Partidos y alianzas           | Partidos y alianzas                                       | Votos      | %    | Escaños | +/– |
| ----------------------------- | --------------------------------------------------------- | ---------- | ---- | ------- | --- |
|                               | Alianza Unida Iraquí                                      | 5 021 137  | 41.2 | 128     | 12  |
|                               | Alianza Democrática Patriótica del Kurdistán              | 2 642 172  | 21.7 | 53      | 22  |
|                               | Frente del Acuerdo Iraquí                                 | 1 840 216  | 15.1 | 44      | 44  |
|                               | Lista Nacional Iraquí                                     | 977 325    | 8.0  | 25      | 15  |
|                               | Frente del Diálogo Nacional Iraquí                        | 499 963    | 4.1  | 11      | 11  |
|                               | Unión Islámica del Kurdistán                              | 157 688    | 1.3  | 5       | 5   |
|                               | Defensores del Mensaje (Al-Risaliyun)                     | 145 028    | 1.2  | 2       | 2   |
|                               | Bloque de Reconciliación y Liberación                     | 129 847    | 1.1  | 3       | 2   |
|                               | Frente Turcomano Iraquí                                   | 87 993     | 0.7  | 1       | 2   |
|                               | Lista Nacional Rafidain                                   | 47 263     | 0.4  | 1       | ±0  |
|                               | Lista Mithal al-Alusi                                     | 32 245     | 0.3  | 1       | 1   |
|                               | Movimiento Yazidi por la Reforma y el Progreso            | 21 908     | 0.2  | 1       | 1   |
|                               | Élites Nacionales Independientes                          |            |      | 0       | 3   |
|                               | Organización de Acción Islámica en Irak - Comando Central |            |      | 0       | 2   |
|                               | Alianza Nacional Democrática                              |            |      | 0       | 1   |
| Total (participación: 79.6 %) | Total (participación: 79.6 %)                             | 12 396 631 |      | 275     | —   |